# Grandfontaine (Doubs)
Grandfontaine – miejscowość i gmina we Francji, w regionie Burgundia-Franche-Comté, w departamencie Doubs.
Według danych na rok 1990 gminę zamieszkiwało 1111 osób, a gęstość zaludnienia wynosiła 196 osób/km² (wśród 1786 gmin Franche-Comté Grandfontaine plasuje się na 149. miejscu pod względem liczby ludności, natomiast pod względem powierzchni na miejscu 750.).